# Heather Brigstocke
Heather Brigstocke, baronne Brigstocke (2 septembre 1929 - 30 avril 2004) est une enseignante et directrice d'école britannique. Elle est directrice de la St Paul's Girls' School de 1974 à 1989, pair à vie conservatrice de 1990 à sa mort, et présidente de la English-Speaking Union (en) de 1993 à 1999.

## Biographie
Heather Renwick Brown naît à Birchington dans le Kent, dans une famille d'origine écossaise. Son père, John Renwick Brown est officier d'aviation, décoré de la Distinguished Flying Cross pendant la Première Guerre mondiale, puis tient un magasin de journaux, et sa mère, diplômée de l'université de Glasgow, est professeure. Elle fait sa scolarité primaire dans diverses écoles, en fonction des affectations de son père, puis fait ses études secondaires à l'Abbey School, à Reading. Elle obtient une bourse pour l'université de Cambridge, et s'inscrit au Girton College, où elle fait des études de lettres classiques, puis d'archéologie et d'anthropologie. Elle est membre du club de théâtre de l'université et joue notamment le rôle d'Olivia dans la La Nuit des rois de Shakespeare et d'Antigone dans la tragédie Œdipe à Colone. Elle est cependant détournée d'une carrière d'actrice par ses parents et, après une courte période comme stagiaire en gestion pour la chaîne de grands magasins Selfridges, elle prend en 1951 un poste de professeure de lettres classiques à la Francis Holland School.
Elle épouse Geoffrey Brigstocke, fonctionnaire et diplomate, en 1952, et le couple a quatre enfants. Elle prend un poste à temps partiel de professeure de lettres classiques à l'école de filles Godolphin et Latymer à Hammersmith.
Son mari obtient un poste à Washington DC en 1961, et la famille s'installe pour deux ans aux États-Unis, période durant laquelle elle enseigne le latin à la National Cathedral School. En 1965, ils rentrent à Londres et elle retourne à la Francis Holland School, en tant que directrice, de 1965 à 1974. Elle est nommée High Mistress, c'est-à-dire directrice, de la St Paul's Girls' School, en 1974. Elle ouvre l'école à des élèves de milieux plus modestes en créant un système de bourses d'études et en finançant elle-même la scolarité de plusieurs élèves, renforce l'enseignement de la technologie, impose comme disciplines obligatoires le latin et la physique, crée un centre informatique et un atelier d'ingénierie. Elle utilise son réseau de relations pour soutenir financièrement de nouveaux projets de construction, notamment celui d'un théâtre. 
Elle prend sa retraite en 1989, et elle est créée paire à vie le 21 mai 1990, et titrée baronne Brigstocke de Kensington. Elle siège à la chambre des Lords en tant que conservatrice. Elle est membre de plusieurs sociétés liées à l'éducation au cours des années 1990 et est la présidente fondatrice de Home-Start International. Elle est présidente de la English-Speaking Union de 1993 à 1999. 
Son époux meurt en 1974 dans le crash du vol Turkish Airlines 981, à Orly. Elle se remarie en 2000 avec Hugh Griffiths. Elle est nommée commandeur de l'Empire britannique (CBE). Elle est présidente du Landau Forte College, à Derby, à partir de 1993, et est nommée conseillère honoraire de l'Inner Temple.
Elle meurt renversée par une voiture le 30 avril 2004, à l'âge de 74 ans, à Athènes où elle séjournait pour une réunion caritative.